# 크루즈 패밀리
《크루즈 패밀리》(The Croods)는 2013년 공개된 미국의 애니메이션 영화이다.

## 줄거리
크루즈라는 동굴 가족은 음식을 모으기 위해 짧은 시간을 제외하고는 누구도 동굴을 떠나는 것을 거부하는 완고한 족장 그루그로 인해 여러 자연 재해에서 살아남는다. 그의 10대 딸인 이프는 가족을 사랑하지만 그루그의 가책에 자주 반항한다. 어느 날 밤 이프는 빛을 보고 몰래 빠져나와 횃불을 만든 기발한 현대 인간 소년 가이와 그의 애완용 나무늘보 벨트를 만난다. 그는 그녀에게 임박한 종말에 대해 경고하고 그녀의 탈출을 돕겠다고 제안하지만 이프는 가족과 함께 있기로 결정한다. 가이는 도움이 필요할 때 불기 위해 쉘 뿔을 남겨 두지 만 이프가 가족에게 돌아 오면 그루그와 다른 사람들은 "새로운 것"에 대한 두려움 때문에 미친 듯이 뿔을 파괴한다.
거대한 지진이 동굴과 주변 땅을 파괴하고 크루즈는 고향 산 아래에서 발견한 정글로 도망친다. 이프의 할머니가 "청키"라고 부르는 밝은 색의 고양이인 "마코니보어"("macaw"와 "carnivore"의 합성어)를 만나 가족은 그가 "피라냐켓"("piranha와 "keet"의 합성어") 떼에 겁을 먹을 때까지 그를 도망치다가 땅고래를 잡아먹는다. 이프는 또 다른 경적을 울리고 불로 그들을 구출하는 가이를 부른다. 크루즈의 첫 번째 화재 접촉에 대해 많은 혼란을 겪은 후 그루그는 가이를 안전한 곳으로 안내 할 수 있도록 통나무에 가두어 둔다. 그루그를 달래기 위해 가이는 크루즈에게 동굴이 있는 산으로 가라고 제안하지만 실제로는 그와 다른 크루즈는 이것의 지혜를 의심한다.
여행하는 동안 가이는 결국 통나무에서 나올 수 있을 만큼 충분히 신뢰된다. 그루그는 저녁 식사를 위해 새의 알을 훔치려하지만 대신 전갈을 잡는다. 가이는 이프에게 새 자체를 위해 덫을 놓는 방법을 가르친다. 가이는 가족을 위한 기본적인 신발과 그 과정에서 그들을 돕는 다른 "아이디어"를 발명함으로써 대부분의 크루즈에게 자신을 사랑한다. 호기심이 두렵지 않은 빛의 나라 '내일'에 대한 이야기도 들려준다. 그루그는 특히 가이와 이프가 사랑에 빠지는 것을 알았을 때 가이를 질투한다. 변화에 맞서 싸우고 자신의 발명품과 아이디어를 내놓으려는 그의 비참한 시도는 그를 가족과 멀어지게 하고 그의 아내 우가가 그와 진지한 토론을 하게 만든다.
가족은 동굴을 찾았지만 외부 생활에 적응하는 법을 배운 그루그 외에는 아무도 들어가고 싶어하지 않는다. 분노한 그루그는 가이를 공격하지만 두 사람은 절벽에서 타르 흐름으로 떨어진다. 가이는 타르 흐름으로 자신의 가족을 잃었고 그들이 운명을 맞았다 고 믿는다. 이야기에 마음이 누그러진 그루그는 그와 가이가 함께 탈출하기로 결심한다. 그들은 암컷 고양이로 착각하고 풀어주는 청키를 유인하기 위해 더미를 만든다.
화산 대격변이 시작되고 가이와 크루즈는 대륙이 떨어져 표류하는 틈의 가장자리에서 멈출 때까지 도망친다. 그루그는 연기를 통해 태양의 따스함을 느끼고 저편에 좋은 땅이 있을지도 모른다는 것을 깨닫는다. 그루그는 자신이 남겨질 것이라는 것을 알고 다른 사람들을 하나씩 틈 위로 던진다. 그는 자신의 최신 발명품인 "포옹"을 이프와 나눈 후 나머지 가족들에게 그녀를 내던진다. 그들은 반대편 절벽의 비옥한 땅에 무사히 착륙하고 그루그는 동굴에 홀로 숨어 있다.
그루그는 자신이 어둠을 무서워한다는 청키를 만나 그를 공격하는 대신 그루그에게 위로를 구한다. 이프가 그를 애도하기 위해 뿔을 부는 것을 듣고 그루그는 그들이 그의 도움을 요청하고 있다고 가정하고 그의 가장 큰 새로운 아이디어를 떠 올린다. 그는 타르, 불, 고래 갈비뼈, 피라냐케트를 사용하여 그와 청키, 그리고 다른 여러 동물들이 마지막 분출을 피하고 다른 동물들과 합류하기 위해 틈 위로 날아가는 임시 변통 비행선을 만든다.
그루그는 가족의 리더로 사랑스럽게 돌아온 것을 환영하고 이프는 그의 포옹을 되돌려준다. 가이와 그들의 새로운 애완 동물과 함께 크루즈는 해변으로 이어지는 열대 산비탈에서 새로운 삶을 시작한다. 그곳에서 그들은 매일 태양을 따라갈 수 있고 가이와 그루그가 발명한 발명품을 즐길 수 있다.

## 배역

### 원판
- 니컬러스 케이지 - 그루그
- 라이언 레이놀즈 - 가이
- 엠마 스톤 - 이프
- 캐서린 키너 - 우가
- 클라크 듀크 - 텅크
- 클로리스 리치먼 - 그랜

### 한국판
- 김환진 - 그루그
- 장민혁 - 가이
- 이선 - 이프
- 김옥경 - 우가
- 남도형 - 텅크
- 임수아 - 그랜